# Furcula mimonovi
Furcula mimonovi är en fjärilsart som beskrevs av Alexander Schintlmeister 1998. Furcula mimonovi ingår i släktet Furcula och familjen tandspinnare. Inga underarter finns listade i Catalogue of Life.